# سرداب

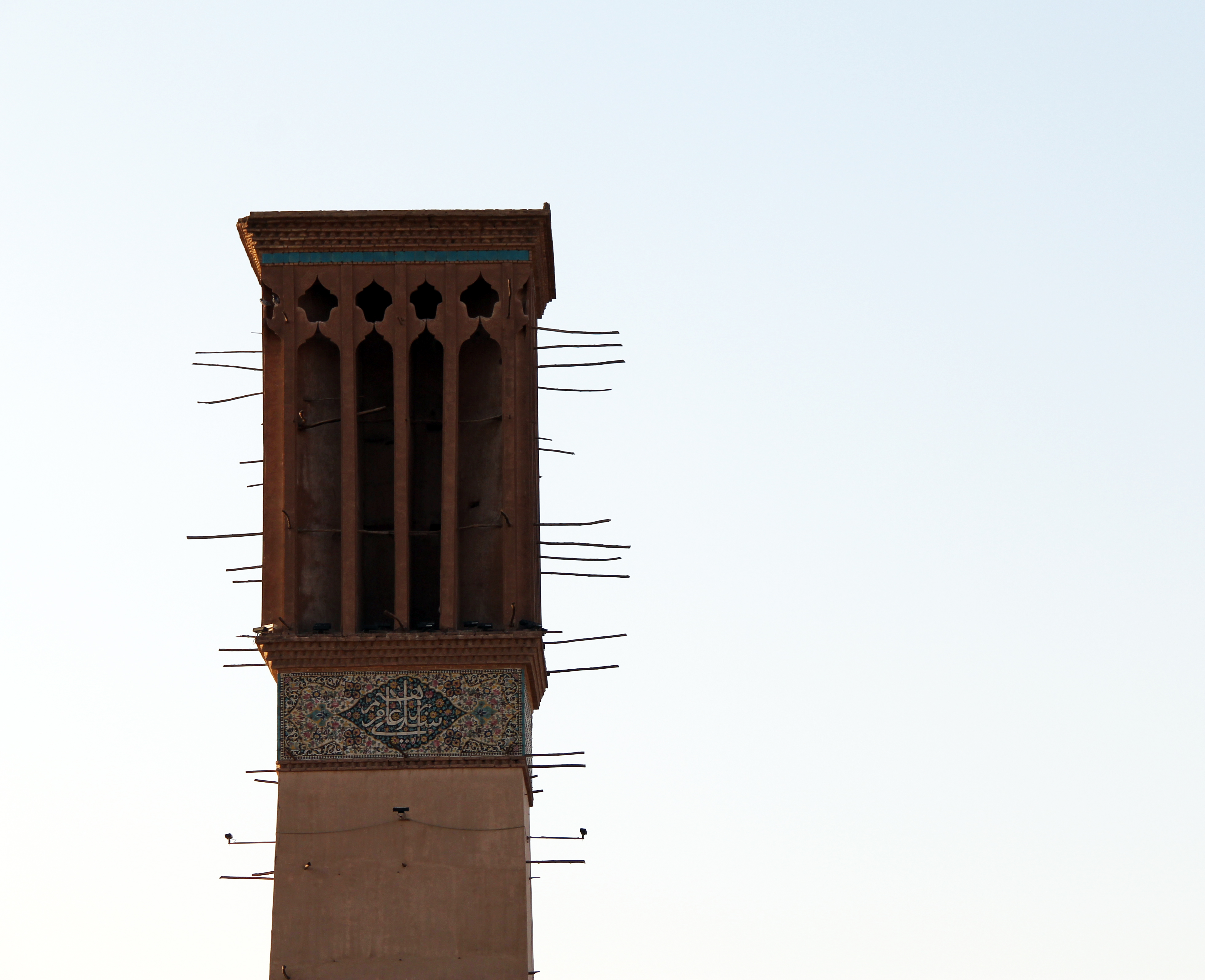
فرایند خنک شدن سرداب با بادگیر.

سَرداب یا سردابه جایی  است که در زیر سطح زمین سازند تا در گرما به آن پناه برند و آب و مواد غذایی در آنجا نگاه می‌دارند تا خنک ماند.
سرداب‌ها معمولاً با بادگیرها و قنات خنک می‌شده‌اند.

## در اشعار فارسی
سردابه در اشعار فارسی نیز به کار رفته‌است. 

برای نمونه خاقانی می‌گوید:
| سردابه دید حجره فرورفت یک دو پی |  | کرسی نهاده دیدبرآمد سه چار گام |

نزاری قهستانی می‌گوید:
| ز دیوان روی زمین دور باش |  | به سردابه قدس باحور باش |